# Zaproście mnie do stołu
Zaproście mnie do stołu – singel Elżbiety Wojnowskiej, wydany w 1974 nakładem wytwórni płytowej Polskie Nagrania „Muza”. Utwór do tekstu Włodzimierza Szymanowicza skomponował Henryk Alber. Na singlu zamieszczono także utwory „Wycieczki w głąb własnego snu” oraz „Życie moje”.
Za fotografię na okładce singla odpowiadał Lucjan Fogiel. Singel nagrano przy akompaniamencie zespołu instrumentalnego pod kierownictwem Henryka Albera.
Utwór zamieszczono w 1978 na debiutanckim longplay’u wokalistki zatytułowanym Życie moje.
W 1974 podczas XII Krajowego Festiwalu Piosenki Polskiej w Opolu utwór zdobył nagrodę główną przyznawaną przez Komitet do spraw Radia i Telewizji, a sama wokalistka otrzymała także nagrodę za jego interpretację. Główną nagrodę za interpretację utworu otrzymała również na XI Festiwalu Piosenki i Piosenkarzy Studenckich w Krakowie. Sukcesy te umożliwiły wokalistce w tym samym roku gościnny występ na XIV Międzynarodowym Festiwalu Piosenki w Sopocie.
Nakładem Universal Music Polska w 2000 ukazała się płyta Zaproście mnie do stołu zawierająca dziewiętnaście utworów wokalistki.
Piosenka uznawana jest za najsłynniejszy utwór wokalistki w jej karierze.

## Lista utworów
Opracowano na podstawie materiału źródłowego.
Strona A
1. „Zaproście mnie do stołu” (muz. Henryk Alber, sł. Włodzimierz Szymanowicz)

Strona B
1. „Wycieczki w głąb własnego snu” (muz. Henryk Alber, sł. Marcin Wolski)
2. „Życie moje” (muz. Henryk Alber, sł. Andrzej Bursa)

## Wersja Eweliny Flinty
W 2003 singel stanowiący cover utworu Elżbiety Wojnowskiej, nagrany w trzech wersjach: bożonarodzeniowej, radiowej oraz albumowej, wydała Ewelina Flinta.
Utwór znalazł się na kompilacyjnym albumie różnych wokalistów Ladies, nagranego na rzecz fundacji Porozumienie bez barier i programu „Możesz zdążyć przed rakiem” Jolanty Kwaśniewskiej. Częściowy dochód ze sprzedaży płyty został przekazany na dofinansowanie badań mammograficznych w Polsce.
Utwór zamieszczono również na wydawnictwie EP Wybrane przeboje z albumu Ladies i wydanym nakładem GM Records.
Singel uplasował się na 15. miejscu Listy przebojów Programu Trzeciego, a także 6. pozycji na liście Top–15 Wietrznego Radia.